# KRTAP22-2
KRTAP22-2 (англ. Keratin associated protein 22-2) – білок, який кодується однойменним геном, розташованим у людей на довгому плечі 21-ї хромосоми. Довжина поліпептидного ланцюга білка становить 45 амінокислот, а молекулярна маса — 5 218.
| 10         |  | 20         |  | 30         |  | 40         |  | 50    |
| ---------- |  | ---------- |  | ---------- |  | ---------- |  | ----- |
| MCYYHNYYGS |  | LDYGCSYGSE |  | YGNSGYACNF |  | PCSYGRFLLA |  | PRKKF |

A: Аланін

C: Цистеїн

D: Аспарагінова кислота

E: Глутамінова кислота

F: Фенілаланін

G: Гліцин

H: Гістидин

K: Лізин

L: Лейцин

M: Метіонін

N: Аспарагін

P: Пролін

R: Аргінін

S: Серин